# Jacques le Juste
 (octobre 2023).
Motif : Article très confus qui se perd dans les digressions et les hors sujet, fondé en grande partie sur des sources amateures, mais aussi, dans le cas d'une source de qualité (Mimouni), sur des recopiages non condensés, non résumés.
Pour les articles homonymes, voir Jacques, Juste et Jacques le Mineur.
Jacques (hébreu יעקב / Ya'aqov), surnommé le Juste, Oblias et frère du Seigneur par Hégésippe, Épiphane de Salamine, Eusèbe de Césarée et Paul de Tarse, mort en 61/62, est un Juif de Galilée, l'un des quatre « frères » de Jésus de Nazareth (la signification exacte à donner au mot « frère » restant l'objet de débat parmi les exégètes) cités dans les évangiles.
Actif surtout après la fin du ministère de Jésus, il est le chef de l'Église de Jérusalem et le porte-parole du judéo-christianisme. L'épithète « juste » accolée à son nom fait référence à sa stricte observance de la Torah et à sa foi en Dieu. Jacques le Juste a sans doute joué un rôle de direction important, rendant des arbitrages, comme lors du concile de Jérusalem. Le fait que sa mise à mort ait provoqué le renvoi du grand-prêtre Hanan ben Hanan, qui venait à peine d'être nommé, semble indiquer que Jacques était un personnage en vue à Jérusalem, alors qu'il a sombré dans l'oubli avec le temps.
Pour l'Église catholique, il est l'un des Douze Apôtres, ce qui signifie qu'il est la même personne que Jacques d'Alphée, dit « Jacques le mineur », ce que contestent la plupart des historiens. Est également contestée la tradition chrétienne qui lui attribue l'Épître de Jacques.

## Les différents «Jacques» du Nouveau Testament
Le prénom hébreu יעקב / Ya'aqov a été traduit en grec par Iάκωβος (Iakôbos) et en latin par Iacobus ou Iacomus.
Au moins trois personnages se prénomment Jacques dans le Nouveau Testament : 
- Jacques de Zébédée, également nommé « Jacques le Majeur », l'un des Douze, frère de l'apôtre Jean ;
- Jacques d'Alphée, un autre des Douze, souvent mis en rapport avec Thaddée et surnommé « Jacques le Mineur » dans la tradition romaine ;
- Jacques le Juste, frère (ou, selon l'Église catholique, cousin) de Jésus, qui joue un rôle considérable dans l'Église de Jérusalem[2].

À supposer qu'il ne soit pas confondu avec l'un des trois précédents, il y a peut-être encore un autre Jacques, faisant lui aussi partie des Douze, et qui serait le père ou le frère de Jude (Ju 1, 1 et Mt 13, 55), appelé « Juda le Zélote » et lui aussi qualifié de « frère » de Jésus, dans de nombreux textes chrétiens jusqu'au VIe siècle. Ils sont tous deux donnés comme frères de Simon le Zélote.
Le rédacteur de l'Épître de Jacques (texte datant de la fin du Ier siècle ou du premier tiers du IIe siècle) ne correspond peut-être à aucun des personnages précédents et semble être un « chrétien cultivé d'origine païenne de la deuxième ou de la troisième génération chrétienne ».

## Sources

### Sources bibliques
Jacques le Juste est mentionné en premier lieu dans les Épîtres de Paul. Il est aussi mentionné dans l'Épître de Jude. Une lettre qui lui est attribuée, l'Épître de Jacques, figure dans le canon du Nouveau Testament. Les évangiles synoptiques le citent aussi dans les listes de « frères » de Jésus. Les Actes des Apôtres parlent trois fois de Jacques (12, 17 ; 15, 13 ; 21, 18).

### Apocryphes
Jacques le juste apparaît dans :
- l'évangile selon Thomas[5] ;
- l'Épître apocryphe de Jacques, un texte du IIe siècle, présentant des traits gnostiques dont il est l'un des personnages principaux[5] ;
- les Ascensions de Jacques, texte de provenance ébionite transmis dans les Reconnaissances pseudo-clémentines[6] ;
- l'évangile des Hébreux[7] ;
- la Lettre de Clément à Jacques[7] ;
- la Lettre de Pierre à Jacques[7] ;
- les deux Apocalypses de Jacques du codex V retrouvé à Nag Hammadi[5], un récit de sa mort figurant dans la deuxième Apocalypse de Jacques (en) (61, 1 - 62, 4)[8] ;
- le Protévangile de Jacques, texte datant du milieu du IIe siècle, écrit comme si Jacques en était l'auteur. Sa plus ancienne trace écrite — sur le papyrus Bodmer 5 daté du IVe siècle — porte le titre de Nativité de Marie. Révélation de Jacques ; mais déjà au milieu du IIIe siècle Origène mentionne — dans son Commentaire sur Matthieu (10, 17) un Évangile de Jacques[9]. Bien qu'il ait été déclaré apocryphe au VIe siècle, il connaît un réel succès dans les Églises orientales. Il relate des faits antérieurs aux récits des évangiles canoniques (d'où le nom de « protévangile »). Il a été re-publié au XVIe siècle, et a exercé une profonde influence sur la liturgie romaine, ceci comprenant l’établissement de la fête de la Présentation de Marie au Temple, le 22 novembre.

### Pères de l’Église
Jacques est mentionné par Tertullien et Clément d'Alexandrie. Outre sa relation de la mort de Jacques, Hégésippe, un chrétien, peut-être d'origine juive qui vivait dans la deuxième moitié du IIe siècle, a rassemblé dans ses Mémoires plusieurs traditions le concernant. Origène et Eusèbe de Césarée transmettent aussi des traditions indépendantes d'Hégésippe et Clément d'Alexandrie.
Il est mentionné comme premier « évêque de Jérusalem » dans toutes les listes ecclésiastiques,. Épiphane de Salamine parle de Jacques dans son traité sur les hérésies (Panarion). Jérôme de Stridon lui consacre la deuxième notice, après celle de Simon-Pierre, dans son recueil sur les « Hommes illustres » (De viris illustribus). « La notice de Jacques est la plus longue, après celle de Paul. »

### Autres sources
L'exécution de « Jacques, frère de Jésus, appelé Christ » est mentionnée dans un passage des Antiquités judaïques par Flavius Josèphe.

## Sens de Frère de Jésus
De très nombreux documents chrétiens attestent l'appellation « frère du Seigneur » ou « frère de Jésus » donnée à Jacques. Le sens à donner à cette expression est sujet à de larges débats exégétiques.

### Position catholique
Selon la tradition catholique, les  « frères » de Jésus mentionnés notamment dans le Nouveau Testament sont en fait des cousins de Jésus. Les exégètes catholiques argumentent que le mot « frère » est ici un terme qui doit s'entendre dans un sens typiquement oriental, et revêtir le sens de cousin ou proche parent, ce qui permet de concilier ce terme avec le dogme de la virginité perpétuelle de Marie.
À la fin du IVe siècle, après le concile de Nicée, Jérôme de Stridon a proposé d'officialiser la thèse que Jacques le juste était le fils de Clopas et de Marie de Cléophas. Alphée étant considéré par cet auteur comme un autre nom pour Clopas, Jacques le juste est ainsi identifié à l'apôtre Jacques le Mineur.
Voici ce que dit à son propos le sanctoral de la Conférence des évêques de France : « Les exégètes distinguent plusieurs Jacques autour du Seigneur. Jacques le Majeur, fils de Zébédée et frère de Jean. Jacques fils d'Alphée dont on sait seulement qu'il fut apôtre, et celui-ci, Jacques, « frère » du Seigneur, de sa parenté et originaire de Nazareth. » La notion de « frère » devrait être comprise au sens large sans doute utilisé à l'époque. Celle-ci pouvait signifier une parenté plus éloignée, comme celle de cousin germain, ou bien indiquer une double parenté (des deux souches).

### Interprétation de l'exégèse protestante
Les exégètes protestants traduisent le mot utilisé par les rédacteurs des textes bibliques par le mot français « frère », Jacques étant alors un frère cadet de Jésus. L'exégèse protestante admet qu'il puisse y avoir un débat sur le sens du mot « frère » lorsqu'on étudie des textes écrits dans un grec maladroit par des Juifs dont la langue maternelle est l'araméen, puisque dans cette langue, il n'y a pas de mot spécifique pour « cousin », et qu'elle fait souvent l'économie de tournures longues comme « fils du frère » ou « fils de la sœur ». Elle trouve ce débat spécieux lorsqu'on étudie des textes écrits par des personnes maîtrisant parfaitement le grec, par exemple l'apôtre Paul qui était de culture hellénistique et qui est l'auteur des textes les plus anciens du Nouveau Testament. Dans ce cas, l'utilisation délibérée du mot grec « frère » alors que le mot grec spécifique « cousin » est bien connu de l'auteur, indique que, dans leur esprit, il n'y a aucun doute quant à la qualité de véritables frères biologiques des frères de Jésus.

### Interprétation de la tradition orthodoxe
Pour les Églises orientales, ceux qui sont appelés  « frères » de Jésus sont en fait issus d'un premier mariage de Joseph, ce qui reprend le récit du Protévangile de Jacques. 
Comme Jésus est, selon la foi chrétienne depuis le concile de Nicée, Dieu, dans le christianisme oriental, Jacques a souvent porté le titre tout symbolique, voire poétique, d'« Adelphotheos » (grec : Αδελφόθεος) (« frère de Dieu »). La liturgie de saint Jacques utilise cette épithète. Cette liturgie se forme au IVe s. L'Église de Jérusalem commémorait son fondateur le 26 décembre (originellement le 25).

## Biographie

### Éléments de biographie familiale
Il n'existe pas d'indication précise sur la biographie de Jacques avant qu'il ne surgisse comme l'un des personnages principaux de l'Église primitive, tel que le présentent les Actes des apôtres et les épîtres de Paul. Dans la liste d'évêques de Jérusalem des Constitutions apostoliques (VII, 46, 1), il est rapporté que l'évêque qui succède à Siméon fils de Clopas est Judas (Justus), le fils de « Jacques 'frère' du Seigneur », premier « évêque » de la liste.

### Premier chef de l'Église de Jérusalem

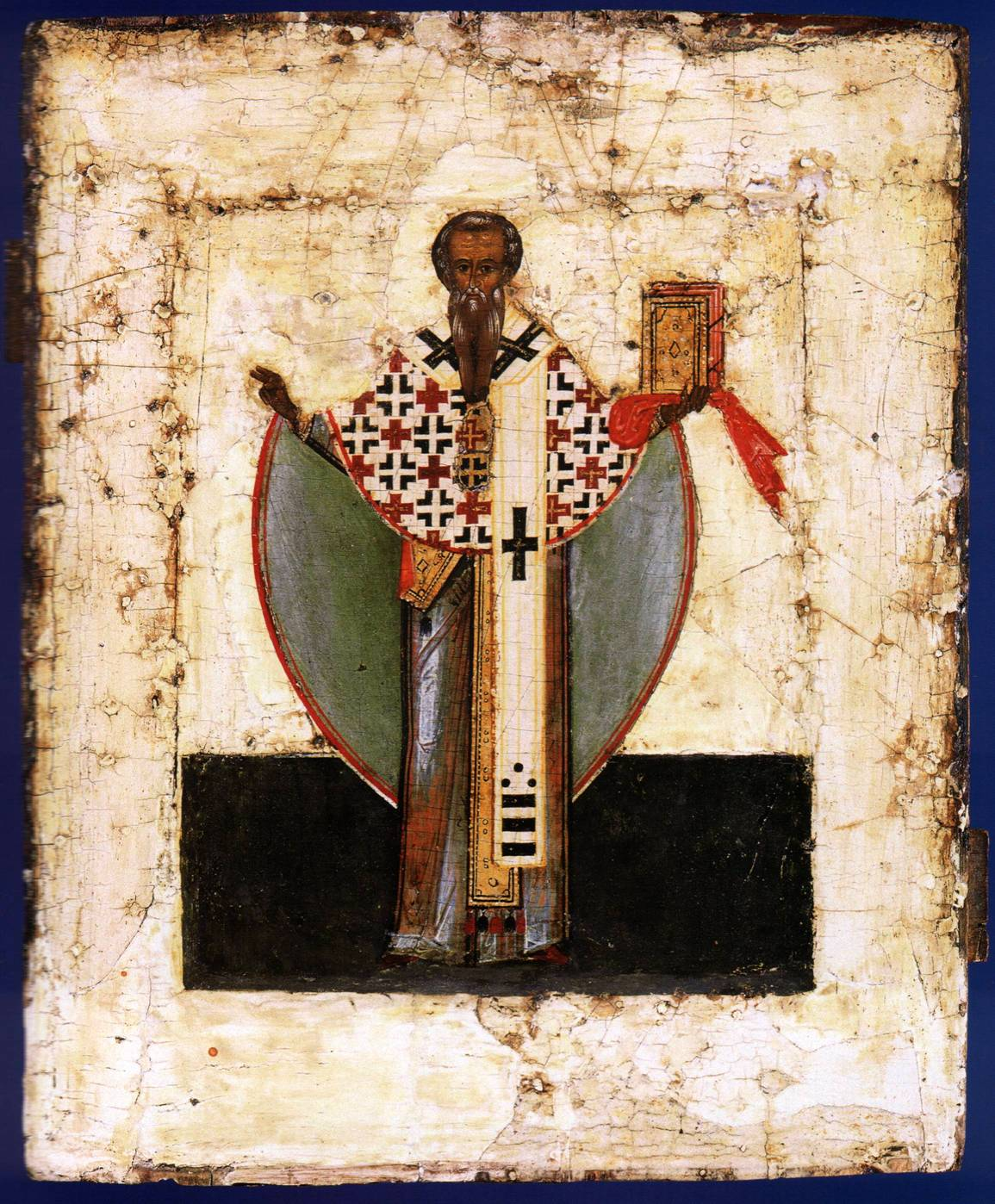
Jacques le Juste, (icône russe du XVI).

Les plus anciennes sources chrétiennes, l'épître aux Galates (1, 19) de Paul de Tarse (saint Paul), les Actes des Apôtres (12, 17 ; 15, 13 ; 21, 18), attestent que Jacques a été le premier dirigeant de l'Église primitive locale de Jérusalem, donné comme premier « évêque » de Jérusalem dans toutes les listes ecclésiastiques des évêques hiérosolymitains, notamment celle d'Eusèbe de Césarée. L'une d'entre elles contient des indications chronologiques complétées par Jérôme de Stridon. Elle indique que Jacques a dirigé l'Église de Jérusalem pendant trente ans. Ce qui, selon Simon Claude Mimouni, situe le début de son ministère vers 32. Dans les lettres de Paul de Tarse et dans les Actes des Apôtres, Jacques possède une autorité certaine.
La littérature pseudo-clémentine, composée au IVe siècle, incorporant des sources judéo-chrétiennes datant du IIe siècle, met en avant la primauté de Jacques, qualifié d'« évêque des évêques », rendant Pierre et Paul ses subordonnés.
Le récit de Flavius Josèphe qui indique que l'exécution de « Jacques, (frère de Jésus que l'on appelle Christ) » provoque le renvoi du grand-prêtre Hanan ben Hanan, à la demande du procurateur romain Lucceius Albinus, confirme l'importance de Jacques qui s'étend même à la société juive et à la Palestine.
Jacques est le premier dans toutes les listes connues des « Septante disciples », notamment celles d'Hippolyte de Rome, Dorothée de Tyr, Chronicon Paschale, Dimitri de Rostov, même si ces listes varient sur certains noms.
Cyrille de Jérusalem dans l'une de ses catéchèses au Ve siècle déclare encore : « Jésus est apparu à Jacques son propre frère et le premier évêque de cette paroisse (Catéchèse 14, 21 ; PG 32, 923 ; In 1 Co 15, 7 ; PG 33, 852) ». Par la suite, Jacques est aussi le premier « évêque » de Jérusalem dans les écrits du cycle sur l'invention de la sainte Croix.
Un autre schéma est également proposé. Après la mort de Jésus, Pierre, Jacques et l'apôtre Jean auraient exercé une direction collégiale sous la suprématie de Pierre, jusqu'à l'arrestation de ce dernier. Après son évasion, Pierre « s'étant mis en route vers une autre destination (Ac 12, 17) », Jacques l'aurait remplacé « non seulement comme chef de la communauté de Jérusalem, mais aussi comme autorité suprême du mouvement chrétien ».
Au IIe siècle, indépendamment d'Hégésippe, Clément d'Alexandrie indique que « après l'ascension du Sauveur » Pierre, Jacques et Jean « ne se disputèrent pas pour cet honneur mais qu'ils choisirent Jacques le Juste comme premier évêque de Jérusalem ». « Eusèbe écrivant plus d'un siècle après Hégésippe et Clément, considérait également que Jacques avait été le premier évêque de Jérusalem. » « Plusieurs traditions provenant de mouvements chrétiens forts différents présentent Jacques comme le premier chef de l'Église de Jérusalem. » Il en est de même dans toutes les listes ecclésiastiques. Les deux Apocalypses de Jacques retrouvées à Nag Hammadi, l'Évangile selon Thomas et celui des Hébreux font de Jacques le successeur que Jésus désigne lui-même. « La Doctrine d'Addaïe (32) le dit « administrateur de l'église de Jérusalem » jouissant d'un rôle de coordinateur de l'activité apostolique. »
Pour (en)John Painter, depuis que les textes retrouvés à Qumrân « ont fait connaître l'existence d'un mebaqqer (= intendant) dans les institutions communautaires esséniennes, le soupçon d'anachronisme pesant sur le titre d'évêque (épiskopos = intendant) attribué à Jacques devrait sans doute être nuancé, car épiskopos = mebaqqer. » Cependant, le lien entre les Esséniens et l'Église primitive n'est pas établi clairement.

### Son prestige dans l'Église primitive
Dès l'Église chrétienne, Jacques a joui d'une réputation considérable. Les traditions transmises par Hégésippe de Jérusalem « soulignent la très grande piété de Jacques et sa prééminence dans l'Église primitive ». Selon lui, il « aurait été sanctifié dès le sein de sa mère » et il le présente comme un nazir à vie, assurant les fonctions de grand prêtre puisqu'il entrait seul dans le Saint des saints (ce qui indique qu'il était Lévite) et passant ses jours dans le Temple de Jérusalem à intercéder pour son peuple.
La critique estime en général qu'il ne faut pas prendre au pied de la lettre ces descriptions édifiantes, en se rappelant « que par sa mère Marie, cousine d'Élisabeth et de Zacharie, Jacques était donc de famille sacerdotale ». « La figure de Jacques a été diversement interprétée, aussi bien par les chrétiens d'origine juive que d'origine polythéiste. Il se retrouve dans des écrits nazaréens ou ébionites, et aussi dans des écrits gnostiques de Nag Hammadi — ce qui montre son emploi polysémique. »[réf. nécessaire]

### Son relatif oubli dans la dévotion chrétienne
Identifié à Jacques le Mineur, Jacques est nettement distancé dans la dévotion des chrétiens par son homonyme, Jacques fils de Zébédée, « rehaussé du qualificatif de Majeur ». L'occultation de son personnage en Occident a donc été favorisée par la promotion de Jacques, « le Majeur », dont le pèlerinage à Saint-Jacques-de-Compostelle s'est développé à partir du Xe siècle et a connu une grande vogue durant tout le Moyen Âge. L'appellation de « Mineur », par opposition à celle de Majeur, vise à minorer son rôle, alors que dans les évangiles, le fils de Marie Jacobé, la femme de Clopas, est appelé « Jacques le petit » et pas « Jacques le Mineur. »
L'extrême pauvreté de son iconographie est le meilleur indice de l'oubli dans lequel est tombé ce personnage si célèbre dans les premiers siècles du christianisme. Pour le théologien chrétien Burnett Hillman Streeter, « c'est une des ironies de l'histoire que son nom n'apparaisse pas dans le calendrier des saints de l'Église d'Occident, du fait de son identification erronée avec Jacques le Mineur ». Pierre-Antoine Bernheim estime que de nombreuses questions se posent lorsque l'on compare les sources antiques qui parlent de Jacques et ce que la tradition chrétienne d'aujourd'hui en dit. Pour lui, la principale d'entre elles est : « comment expliquer l'oubli dans lequel est tombé Jacques dans la tradition chrétienne ? ».
« Inconnu du grand public, parfois confondu avec le fils de Zébédée, le  « frère » du Seigneur n'est certainement pas ignoré des exégètes et historiens » qu'ils soient chrétiens ou non. Depuis les années 1960, « Jacques et les Judéo-chrétiens suscitent un engouement croissant dans les milieux académiques ». Cela participe du mouvement qui vise à mieux rendre compte de la totale intégration de Jésus et du mouvement qu'il a créé dans le judaïsme de son temps, comme il en est des douze apôtres, des septante disciples et même de Paul de Tarse.

### Le concile de Jérusalem

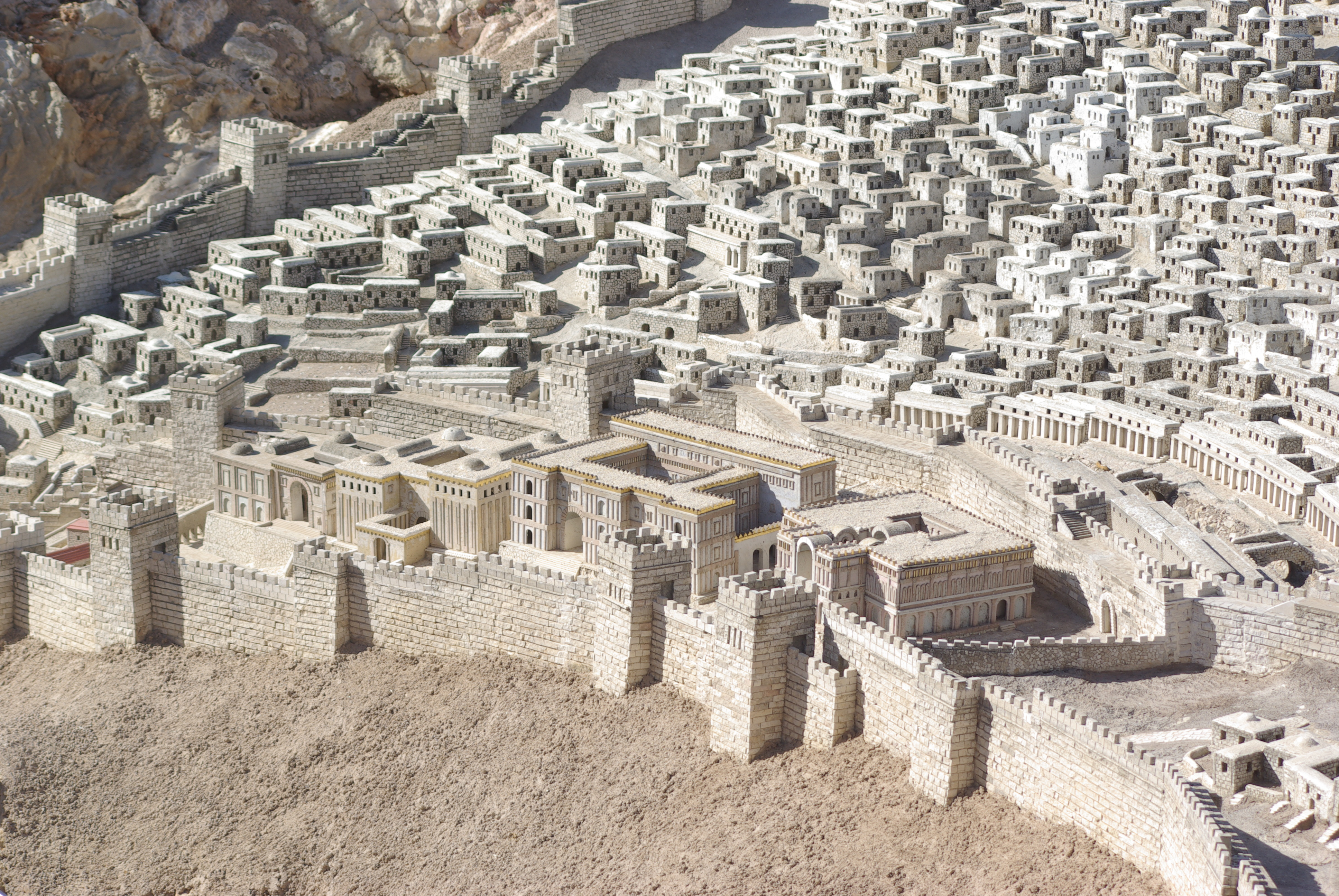
Reconstitution de la ville de Jérusalem à l'époque de Jésus. Vue de l'enceinte fortifiée dans le secteur de l'Ophel.

Lors du concile de Jérusalem, l'observance de la Torah par les chrétiens d'origine polythéiste est examinée. Selon Simon Claude Mimouni, « la question de la circoncision, notamment, est posée par des pharisiens devenus chrétiens. Elle est examinée par les apôtres et les anciens (presbytres) en présence de la communauté. Elle est résolue par Pierre qui adopte le principe suivant : Dieu ayant purifié le cœur des païens par la croyance en la messianité de Jésus, il ne faut plus leur imposer le « joug » de la Torah. Jacques accepte la proposition de Pierre,. » En soutenant Pierre, il contribue à apaiser les relations entre les premiers Chrétiens.
Pour Mimouni, le concile de Jérusalem est, avec le conflit d'Antioche, l'un des « deux premiers épisodes connus de la longue saga de l'opposition, qui s'est développée à l'intérieur même du mouvement des disciples de Jésus, entre deux tendances : l'une maximalisant la portée de l'observance de la Torah, avec Jacques et Pierre comme figures principales, et l'autre la valeur de la croyance au Messie, avec Paul essentiellement – les autres péripéties ont été conservées dans les lettres de Paul en Ph 3 et en 2Co 10-13 ». Paul de Tarse rapporte de façon détaillée ce conflit dans une lettre écrite aux communautés de Galatie, dans les années 54-55.
Jacques s'inquiète des problèmes pratiques qui naissent dans les communautés où coexistent des « adeptes de la Voie » (« Juifs ») et les fidèles d'origine polythéiste (dite : païenne).

### La dernière rencontre de Jacques le Juste et de Paul à Jérusalem
Dans les Actes des Apôtres, il est rapporté que, lors de son dernier séjour à Jérusalem, Paul a été accueilli très froidement par Jacques le Juste, le chef de la communauté, et par les anciens. Ceux-ci lui font savoir que, selon des rumeurs, il a enseigné aux Juifs de la diaspora l'« apostasie » vis-à-vis de Moïse, c'est-à-dire l'abandon des coutumes ancestrales et notamment celle de la circoncision (brit milah) de leurs enfants - une « rumeur » confirmée par le contenu de ses épîtres, telles qu'elles figurent dans le Nouveau Testament. Jacques et les anciens suggèrent à Paul un expédient qui doit montrer aux fidèles son attachement à la Loi juive, puis lui citent les clauses du « décret apostolique » émis pour les chrétiens d'origine païenne, que Paul n'a pas remplies.
Un mouvement de contestation houleux, soulevé par des Juifs d'Asie, entraîne l'arrestation de Paul alors qu'il se trouve dans le Temple de Jérusalem,. « Apparemment, Jacques et les anciens ne font rien pour lui venir en aide, ni pour lui éviter son transfert à Césarée puis à Rome. » Cet incident montre le durcissement du groupe de Jacques le Juste en matière d'observance de la loi mosaïque, probablement lié à la crise provoquée par les zélotes, qui aboutit, en 66, « à une révolte armée des Juifs contre les Romains ».

### Son exécution

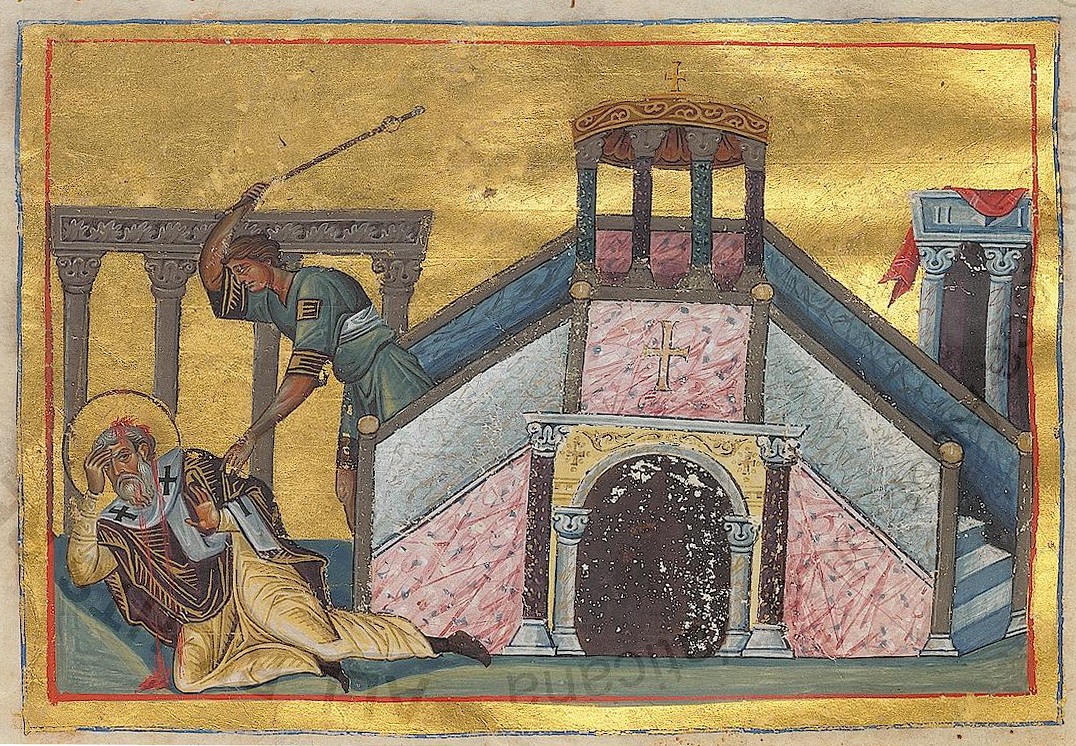
Martyre de Jacques le Juste dans le Ménologe de Basile II, un manuscrit daté de la fin du Xe siècle, ou du début du XI.

Jacques fut condamné, jeté du haut du Temple, lapidé puis assommé à mort en 61/62 sur ordre du grand-prêtre Hanan ben Hanan, qui appartient au courant sadducéen, alors que depuis plusieurs années, « la Palestine s'enfonçait dans le chaos et l'anarchie ».
La mise à mort de Jacques est mentionnée par de nombreuses sources chrétiennes, transmises par Eusèbe de Césarée ou indépendantes de lui.
Le récit d'Hégésippe indique que Jacques a été enterré à l'endroit même où il est mort et achevé à coups de bâton. Cette exécution provoque le renvoi du grand-prêtre Hanan, ce qui sous-entend que Jacques était un personnage important, bénéficiant d'alliés puissants à Jérusalem.
Simon Claude Mimouni pointe des contradictions : « On peut souligner que, d'après le droit pénal judéen, on précipite, en effet, les condamnés d'une certaine hauteur avant de les achever par la lapidation, sauf dans le cas des prêtres qui sont exécutés par un coup de bâton. Parmi les inexactitudes historiques, on peut relever qu'une exécution dans le temple et une tombe au lieu même du supplice sont d'une criante invraisemblance, si ce n'est qu'à cause du risque de souillure que la mort entraîne (…). » Il poursuit : « Certains détails de la mise à mort de Jacques dans le récit d'Hégésippe - et aussi celui de Clément - pourraient renvoyer au procédé d'exécution réservé spécifiquement aux membres de la classe sacerdotale : on sait en effet que les sacrificateurs ayant servi en état de souillure sont condamnés à avoir le crâne brisé d'un coup de bâton (M Sanhedrin IX, 6 ; T Kelim I, 6 ; TB Sanhedrin 81b). Comme le récit d'Hégésippe sur la vie de Jacques, son récit sur la mort contient aussi des traces d'une éventuelle appartenance de Jacques à la classe des prêtres, notamment le procédé employé lors de son exécution ».
En examinant le procès qui a précédé la condamnation à mort de Jacques, Mimouni formule d'ailleurs l'hypothèse que Jacques appartiendrait à la classe sacerdotale des Réchabites, Mimouni ajoute que « car ce groupe aux anciens préceptes ascétiques  a toujours été composé essentiellement de prêtres. L'action de Jésus contre le Temple n'est pas étrangère non plus à une possible appartenance de la famille aux Réchabites qui ont toujours été très critiques à l'égard du sanctuaire, de ses sacrifices et de son sacerdoce - ce sont les traditionalistes de l'époque, prônant la fidélité aux traditions ancestrales et refusant la culture urbaine pour une vie ascétique ». 
Daniel J. Lasker, professeur à l'université Ben-Gourion du Néguev, rapporte que, selon la Mishnah, les sacerdotaux réchabites « enfants de Jonadab fils de Réchab », qui refusaient de consommer les boissons fermentées et le |vin], officiaient à l'époque du Second Temple de Jérusalem où ils apportaient, une fois l'an à une date précise, du bois sur le maître autel. Lasker estime que, s'ils pouvaient descendre des Réchabites nomades vivant sous des tentes, on ne peut considérer qu'ils constituaient un groupe à part entière. Sacrificateurs « buveurs d'eau », ils sont avant tout représentatifs du fait qu'il existait à l'époque du Second Temple des groupes abstinents refusant de consommer des boissons fermentées. Pour Lasker, la terminologie qui les identifie comme descendants des Réchabites d'avant l'Exode pourrait bien n'être que typologique plutôt que réellement généalogique.

## Débat sur l'identification de Jacques le Juste

### Premiers siècles
Les textes chrétiens qui appellent Jacques « frère du Seigneur » ou « frère de Jésus » sont extrêmement nombreux dans les tout premiers siècles. La fraternité biologique fut notamment la position d'Hégésippe (IIe siècle), de Tertullien (mort en 225) et de Bonose (mort vers 400). Mais « à partir du Ve siècle, point de vue qui a été vite considéré comme une hérésie et n'est plus du tout soutenu. »
Au milieu du IIe siècle, dans le Protévangile de Jacques, apparaît pour la première fois une tradition dans laquelle Jacques et ses frères étaient issus d'un premier mariage de Joseph, Jésus étant né de sa mère Marie alors que celle-ci était vierge. Le fait d'avoir successivement deux femmes n'est pas impossible dans la société juive de l'époque. Cela ne concorde pas avec la doctrine de la virginité perpétuelle de Marie. C'est en tout cas dans ce sens orthodoxe que vont l'interpréter les Pères de l'Église. Cette doctrine a été qualifiée d'« épiphanienne », car elle a été vigoureusement défendue par Épiphane de Salamine dans l'(en)Ancoratus. Elle devint très populaire « en raison de la valorisation croissante de la chasteté dans la piété chrétienne ». Origène (IIIe siècle), un de ses plus célèbres partisans, va dans le même sens : « Je pense qu'il est raisonnable que, de même que Jésus donna le premier exemple de chasteté chez les hommes, Marie le soit chez les femmes ».
À la fin du IVe siècle, Jérôme de Stridon confirme l'interprétation de « frères de Jésus », non pas comme des frères, mais comme des cousins de Jésus.

### La proposition de Jérôme

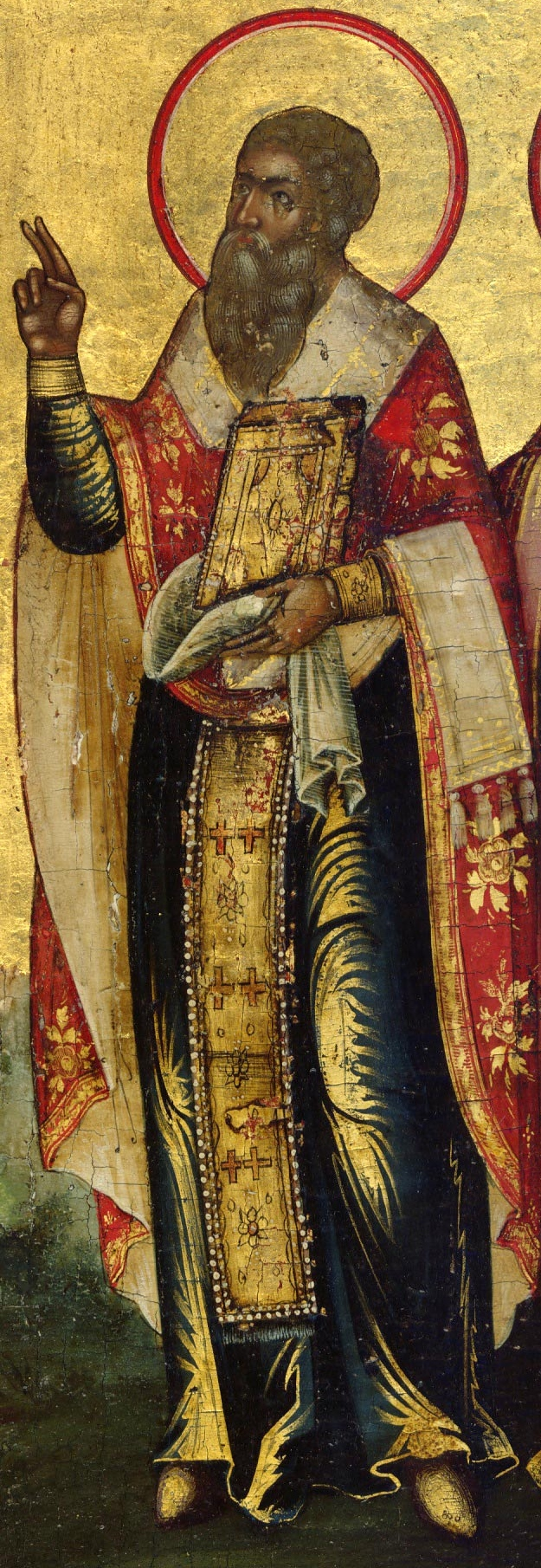
Jacques le Juste, Icône réalisée dans l'Empire russe (1809).

Vers 380, le théologien chrétien Helvidius soutient, preuves scripturaires à l'appui, que Jacques et ses frères étaient des fils de Joseph et de Marie. Pour réfuter cet avis, Jérôme de Stridon lui répond quelques années plus tard. Nous ne connaissons que cette réponse, le texte d'Helvidius étant perdu. Pour Jérôme, le Christ venu, d'après lui, enseigner la virginité, ne pouvait avoir été élevé que par des vierges. Il propose donc à cette occasion une nouvelle théorie qui préservait la virginité de Joseph, en faisant de Jacques et de ses frères des cousins germains de Jésus.
Les exégètes ultérieurs n'ont plus les mêmes doutes ; c'est avec enthousiasme qu'ils adoptent son interprétation, au regard de la croyance de la virginité perpétuelle de Marie. Celle-ci était devenue fondamentale dans l'Église depuis 374, dans le Symbole d'Epiphane qui développe le Symbole de Nicée Beaucoup d'auteurs ont abandonné dans les siècles suivants l'identification entre « Jacques d'Alphée » et le « frère du Seigneur ».[réf. nécessaire] Déjà fortement minoré, Jacques a alors perdu sa qualité d'apôtre, membre du groupe des douze.

### L'apôtre Jacques d'Alphée
L'identification de Jacques le Juste « frère » de Jésus à l'apôtre Jacques d'Alphée est discutée autour de plusieurs arguments :
1. Dans son épître aux Galates (1, 19)[54], Paul de Tarse déclare que lors de sa première visite à Jérusalem, il passa quinze jours avec Pierre et qu'il ne vit « pas d'autres apôtres si ce n'est/seulement Jacques le frère du Seigneur[S 6],[55]. » Deux interprétations sont possibles, selon la traduction retenue : selon la première, « le frère du Seigneur » et l'apôtre Jacques d'Alphée sont le même personnage, et cette phrase montre que Jacques le Juste était un des douze apôtres[56]. Selon la seconde, les personnages sont au contraire distingués. Toutefois, ce « passage est fort ambigu[56] » selon certains exégètes, Paul de Tarse parlant souvent d'apôtre au sens large, attribuant ce titre à Barnabé et le revendiquant pour lui-même, alors que cela semble lui être contesté. Des historiens estiment donc qu'on ne peut rien conclure à l'aide de cette phrase.
2. Clément d'Alexandrie donne à Jacques le Juste le titre d'apôtre en le citant le premier avec Jean et Pierre, en les distinguant des autres « apôtres » membres du groupe des soixante-dix disciples dont Barnabé aurait été membre sans être un membre du groupe des douze[57]. À l'époque de Clément, il n'y a toujours que deux Jacques, tous deux apôtres, ainsi qu'il l'écrit : « Il y avait deux Jacques : le Juste jeté par-dessus le parapet [du Temple] et battu à mort avec un bâton du fouleur, et celui qui fut décapité (Jacques de Zébédée cf. Ac 12,2)[58]. »
3. Dans les nombreux textes chrétiens qui relatent comment les pays à évangéliser ont été répartis entre les douze apôtres, tous reçoivent des pays éloignés, seul Jacques d'Alphée reçoit le territoire de la région Palestine. Or, cela correspond à la fonction et à l'action de Jacques le Juste, « évêque[Note 1] » de Jérusalem, qui n'est jamais décrit comme exerçant une mission d'évangélisation à l'étranger.
4. Quelles que soient les nombreuses sources chrétiennes qui parlent des apôtres Jacques et Matthieu (Lévi Alphée) — tous deux distingués par le qualificatif "d'Alphée" —, il n'y a aucune indication que ces deux personnages aient été frères[59].

## L'épître de Jacques
L'auteur de cette épître faisant partie du Nouveau Testament se présente comme « Jacques, serviteur de Dieu et du Seigneur Jésus Christ ». La critique estime que ce texte est pseudépigraphe, probablement rédigé par un « chrétien cultivé d'origine païenne de la deuxième ou de la troisième génération chrétienne », le texte datant de la fin du Ier siècle ou du premier tiers du IIe siècle.

## Jacob l'hérétique
Dans le Talmud, un personnage appelé Jacob le min (Jacques l'hérétique) ou Jacob de Kfar Sikhnaya (un village) est identifié par plusieurs auteurs, dont Robert Eisenman, comme étant Jacques le Juste. Il est tour à tour présenté comme un guérisseur et un missionnaire qui agit au nom de Jésus de Nazareth, mais aussi comme un polémiste. « Dans un cas comme dans l'autre, il ne fait que se conduire comme un missionnaire chrétien utilisant toutes ses capacités. » Le fait que Jésus ait donné autorité à ses disciples pour soigner les maladies et que ses premiers disciples ont guéri des malades en son nom est en effet bien connu.
Mis à part Jacob de Kfar Sikhnaya, les personnages qui s'affrontent dans ces passages parallèles du Talmud « sont assez connus : rabbi Elazar ben Dama est le neveu de rabbi Ishmaël, un contemporain de rabbi Aqiba. » Rabbi Eliézer ben Hyrcanos « est un personnage très connu dans la littérature rabbinique. » C'est un élève de rabbi Yoḥanan ben Zakkaï (mort vers 75), il aurait donc pu connaître Jacques « frère du Seigneur » (mort en 61-62), « puisqu'il était encore jeune lors de la révolte de 66-73. » Sa comparution devant la justice romaine pourrait s'être déroulée sous le règne de Trajan (98-117) ou lors de la répression ayant eu lieu sous Domitien (vers 95). Toutefois, Simon Claude Mimouni tout comme François Blanchetière estiment qu'on « doit se résoudre à laisser [Jacob l'hérétique] dans un certain anonymat » car « l'identifier à « Jacques frère du Seigneur » est sans doute trop déduire de prémices imprécises. »

## L'ossuaire de Silwan

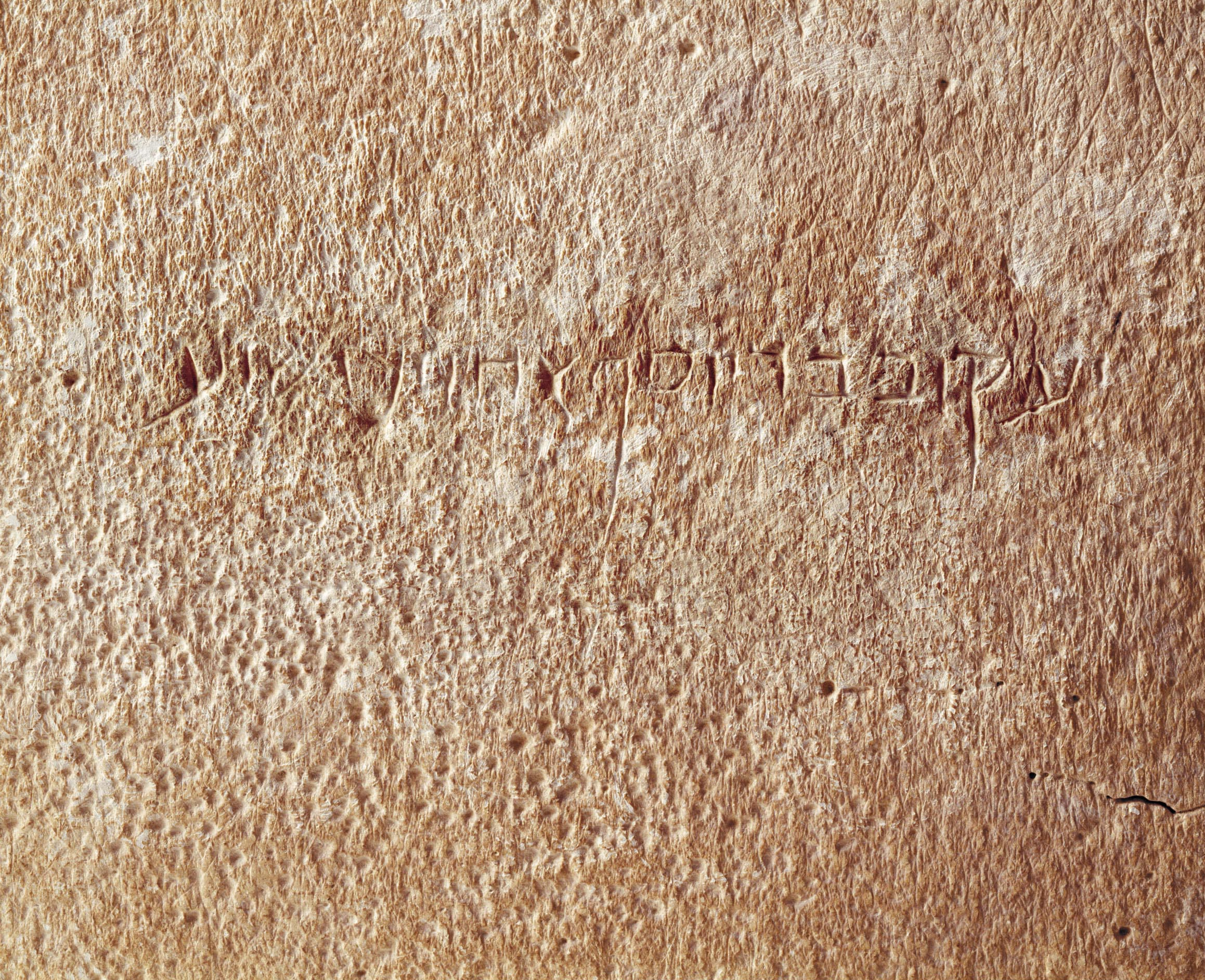
L'inscription de l'ossuaire de Jacques : Ya'akiv bar Yosef akhui di Yeshua, ce qui signifie « Jacques, fils de Joseph, frère de Jésus ».

En octobre 2002, André Lemaire rend publique l'existence d’un ossuaire en calcaire du Ier siècle, susceptible d'avoir contenu les ossements de Jacques (Ya'aqov), frère de Jésus (Yeshua), malgré le fait que ces prénoms étaient très répandus en Palestine à cette époque  et que la probabilité est forte qu'il puisse s'agir d'homonymes. Les archéologues ont mis au jour 71 tombes de personnages appelés Yeshua (Jésus) datant de la période de la mort de Jésus. Le nom apparait 30 fois dans l’Ancien Testament, en référence à quatre personnages distincts, et la version longue du nom, Yehoshua, apparaît encore quelques centaines de fois.
Après une longue controverse judiciaire, le tribunal a conclu en 2012 : « Il n’a pas été prouvé de quelque manière que ce soit que les mots « le frère de Jésus » se réfèrent nécessairement au Jésus qui apparaît dans les écrits chrétiens. » Il ajoute que rien ne prouve nécessairement son authenticité. L’Autorité des antiquités d'Israël et plusieurs spécialistes soutiennent même qu'il s'agit d'un faux, de fabrication récente, et l'ossuaire de Silwan n’est généralement pas cité dans les recherches sur Jésus historique.
Simon Claude Mimouni consacre plusieurs pages à ce « dossier archéologique ou épigraphique » qui « reste désespérément marqué par le doute » et où « rien ne permet de trancher ».

## Culte
- Pendant des siècles, l’Église catholique a honoré l'apôtre Jacques en même temps que l’apôtre Philippe, le 1er mai, jour anniversaire du transfert des reliques de ces deux saints à la basilique des Saints-Apôtres de Rome. En 1956, le pape Pie XII déplaça cette fête commune au 11 mai ; dans le nouveau calendrier romain, elle est à présent fixée au 3 mai.
- L'apôtre Jacques le Mineur est fêté à deux reprises par l’Église orthodoxe, le 23 octobre et le 26 décembre[Note 2].